# Dicranopalpus dispar
Dicranopalpus dispar is een hooiwagen uit de familie echte hooiwagens (Phalangiidae).